# Gloria Vanderbilt
Gloria Laura Vanderbilt (Nova York, 20 de fevereiro de 1924 - Nova York, 17 de junho de 2019) foi uma artista, escritora, atriz, estilista, herdeira e socialite americana.
Durante a década de 1930, ela foi objeto de um julgamento de custódia infantil de alto nível, no qual sua mãe, Gloria Morgan Vanderbilt, e sua tia paterna, Gertrude Vanderbilt Whitney, disputaram a custódia dela e o controlo sobre o seu fundo fiduciário. Chamado de "julgamento do século" pela imprensa, o processo judicial foi objeto de ampla e sensacional cobertura da imprensa devido à riqueza e proeminência das partes envolvidas, e às escandalosas evidências apresentadas para apoiar a afirmação de Whitney de que Gloria Morgan Vanderbilt era uma mãe desadequada.
Na década de 1970, Vanderbilt lançou uma linha de moda, perfumes e utensílios domésticos com o seu nome. Tornou-se também particularmente conhecida como uma das primeiras criadoras de jeans de marca.

## Infância e juventude
Vanderbilt nasceu em 20 de fevereiro de 1924, em Manhattan, filha única do herdeiro da ferrovia Reginald Claypoole Vanderbilt, da família Vanderbilt e de sua segunda esposa, Gloria Morgan Vanderbilt. Quando Vanderbilt nasceu, seu pai exclamou de alegria: "É fantástico como ela se parece com os Vanderbilt! Olha os cantos dos olhos dela, como são?" Do primeiro casamento de seu pai com Cathleen Neilson, ela teve uma meia-irmã mais velha, Cathleen Vanderbilt.
Após a morte de seu pai por cirrose, quando Vanderbilt tinha 18 meses, ela e a sua meia-irmã tornaram-se herdeiras de metade da participação cada uma, com um patrimônio de US$ 5 milhões de um fundo fiduciário (US$ 83 milhões em 2023). O controlo da parte de Gloria Vanderbilt enquanto ela fosse menor pertencia à sua mãe, que viajou de e para Paris durante anos, levando a filha com ela. Foram sempre acompanhadas por uma ama querida - Emma Sullivan Kieslich, a quem a jovem Gloria chamava de "Dodo" - que desempenharia um papel atribulado na vida da criança, e pela irmã gêmea idêntica da sua mãe, Thelma, que foi amante do Príncipe de Gales (mais tarde Eduardo VIII) durante esta época.
Como resultado de seus hábitos consumistas, o uso do dinheiro pela sua mãe foi examinado pela tia paterna da criança, Gertrude Vanderbilt. Escultora e filantropa, ela queria a custódia de sua sobrinha, o que resultou num julgamento de custódia. O julgamento foi tão escandaloso que às vezes o juiz fazia com que todos saíssem da sala para ouvir o que a jovem Vanderbilt tinha a dizer, sem que ninguém a influenciasse. Foram ouvidos depoimentos retratando a mãe de Gloria Vanderbilt como uma mãe inadequada, incluindo uma alegação de Marie Caillot, a sua ex-empregada francesa, de um caso lésbico com a marquesa de Milford Haven, uma parente da família real britânica, que Lady Milford Haven posteriormente negaria em seu próprio testemunho. A mãe de Vanderbilt perdeu a batalha e Vanderbilt tornou-se pupila de sua tia Gertrude.

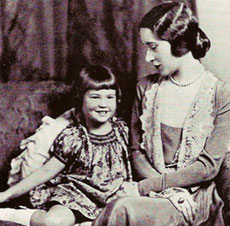
Vanderbilt aos quatro anos com sua mãe em 1928

O litígio continuou, no entanto. A mãe de Gloria Vanderbilt foi forçada a viver com uma parcela drasticamente reduzida da fortuna da sua filha, que valia mais de US$ 4 milhões no final de 1937 (US$ 81 milhões em 2023). As visitas também eram observadas de perto, para garantir que a mãe de Gloria não exercesse qualquer influência indevida sobre sua filha, com seu estilo de vida supostamente "escandaloso". Gloria Vanderbilt foi criada no meio do luxo, na mansão da sua tia Gertrude em Old Westbury, Long Island, cercada por primos da sua idade que viviam em casas ao redor da vasta propriedade, e na cidade de Nova York.
A história do julgamento foi contada no livro de Barbara Goldsmith, Little Gloria... Happy at Last, de 1980 e foi produzida uma minissérie da NBC de 1982 baseada nele, que foi candidata a seis prêmios Emmy e um Globo de Ouro. A atriz Jennifer Dundas interpretou Gloria.
Vanderbilt frequentou a Escola Greenvale em Long Island; Escola Miss Porter em Farmington, Connecticut; e depois a Wheeler School em Providence, Rhode Island, bem como a Art Students League na cidade de Nova Iorque, desenvolvendo o talento artístico pelo qual se tornaria cada vez mais conhecida ao longo da sua carreira. Quando Gloria atingiu a maioridade e assumiu o controlo do seu fundo fiduciário, cortou totalmente o relacionamento com a mãe, embora mais tarde se tenham reconciliado. A sua mãe morreu em Los Angeles em 1965.

## Carreira

### Artes teatrais
De 1954 a 1963, Glaria Vanderbilt dedicou-se à representação. Estudou representação no Neighborhood Playhouse com o professor Sanford Meisner e estreou-se em 1954 em The Swan, encenado no Pocono Playhouse em Mountainhome. Em 1955, apareceu na Broadway como Elsie numa remontagem de The Time of Your Life, de William Saroyan. Fez uma aparição num episódio de duas partes do Barco do Amor (The Love Boat) em 1981. Outros programas de TV em que ela apareceu incluem Person to Person com Edward R. Murrow, The Oprah Winfrey Show, Live! com Kelly e Michael e CBS News Sunday Morning.

### Moda
Gloria Vanderbilt começou a sua carreira como modelo aos 15 anos, aparecendo na Harper's Bazaar.
Durante a década de 1970, aventurou-se no seu próprio negócio da moda, primeiro com a Glentex, licenciando o seu nome e uma coleção das suas pinturas para uma linha de lenços. Em 1976, a Murjani Corporation, do designer indiano Mohan Murjani, propôs lançar uma linha de jeans de marca com a assinatura de Vanderbilt bordada no bolso de trás, bem como com o seu logotipo de um cisne. Os seus jeans eram mais justos do que outros jeans da época e foram um sucesso imediato entre os clientes.
Em 1978, Gloria vendeu os direitos do seu nome ao Grupo Murjani e relançou sua própria empresa, GV Ltd, que fundou em 1976. Com a sua empresa lançou vestidos, blusas, lençóis, sapatos, marroquinaria, licores e acessórios. No período de 1982 a 2002, a L'Oréal lançou oito fragrâncias sob a marca Gloria Vanderbilt. Murjan vendeu os direitos do nome Gloria Vanderbilt aos proprietários do Gitano Group Inc. em 1988.

#### Julgamento por fraude
Na década de 1980, Gloria Vanderbilt acusou os seus ex-sócios da GV Ltd. e o seu advogado de fraude. Após um longo julgamento, Gloria venceu e recebeu quase US$ 1,7 milhões, mas o dinheiro nunca foi recuperado. Ela também recebeu US$ 300.000 da Ordem dos Advogados da Cidade de Nova York. Gloria também devia milhões de dólares em impostos atrasados, já que a advogada nunca havia pago o IRS, e ela foi forçada a vender as suas casas em Southampton, Nova Iorque e Upper East Side.

### Arte
Vanderbilt estudou arte na Art Students League de Nova York. Tornou-se conhecida pelo seu trabalho artístico, com exposições individuais de suas pinturas a óleo, aguarelas e pastéis. A sua primeira exposição foi realizada em 1948. Estas obras de arte foram adaptadas e licenciadas, a partir de 1968, pela Hallmark Cards e pela Bloomcraft (um fabricante têxtil), e Gloria Vanderbilt começou a projetar especificamente para linho, cerâmica e vidro.

### Escrita
Gloria Vanderbilt escreveu dois livros sobre arte e decoração, quatro volumes de memórias, três romances e uma coleção singular de contos. Ela também foi colaboradora regular do The New York Times, daVanity Fair e da Elle. Em novembro de 2010, foi tema de um novo livro que narra sua vida, The World of Gloria Vanderbilt, escrito por Wendy Goodman, editora de design da revista New York. O livro, publicado pela Abrams Books, trazia muitas fotografias inéditas.
Em janeiro de 2017, a HarperCollins Publishers lançou um livro, de coautoria de Vanderbilt e seu filho Anderson Cooper, The Rainbow Comes and Goes: A Mother and Son on Life, Love, and Loss. O livro foi descrito pela sua editora como: "Uma correspondência comovente e íntima entre Anderson Cooper e sua mãe, Gloria Vanderbilt, oferecendo sabedoria intemporal e um olhar revelador das suas vidas".

### DocumentárioNada deixado por dizer
Em 9 de abril de 2016, a HBO estreou Nothing Left Unsaid: Gloria Vanderbilt & Anderson Cooper, um documentário de duas horas, produzido e dirigido por Liz Garbus, que apresenta uma série de conversas entre mãe e filho, abordando a sua vida e história familiar aos olhos do público.

## Vida pessoal
Gloria Vanderbilt foi casada quatro vezes, divorciou-se três vezes e deu à luz quatro filhos. Teve também outros relacionamentos.

### Casamentos
Gloria Vanderbilt foi casada quatro vezes, divorciou-se três vezes e deu à luz quatro filhos ao todo. Também teve outros relacionamentos.
Em 1941, aos 17 anos, Gloria foi para Hollywood, onde se tornou a segunda esposa de Pat DiCicco, agente de atores e suposto mafioso. Divorciaram-se em 1945 e não tiveram filhos.
Em abril de 1945, poucas semanas depois de se divorciar de DiCicco, Vanderbilt casou-se com o maestro Leopold Stokowski, 42 anos mais velho do que ela. Ele tivera três filhas dos seus casamentos anteriores com Olga Samaroff, uma pianista e concertista americana, e Evangeline Love Brewster Johnson, uma herdeira da Johnson & Johnson. Gloria foi a sua terceira e última esposa. O casamento terminou em divórcio em outubro de 1955 e tiveram dois filhos: Leopold Stanislaus "Stan" Stokowski (nascido em 22 de agosto de 1950) e Christopher Stokowski (nascido em 31 de janeiro de 1952).
O terceiro marido de Gloria Vanderbilt foi o diretor Sidney Lumet, e ela foi a segunda das suas quatro esposas. Casaram-se em 28 de agosto de 1956 e divorciaram-se em agosto de 1963. Não tiveram filhos juntos.
O quarto casamento de Gloria foi com o autor Wyatt Emory Cooper, em 24 de dezembro de 1963. O casamento, que durou 15 anos, terminou com a morte de Wyatt em 1978, enquanto era submetido a uma cirurgia cardíaca. Eles tiveram dois filhos: Carter Vanderbilt Cooper (27 de janeiro de 1965 - 22 de julho de 1988), que cometeu suicídio aos 23 anos ao saltar da janela do apartamento da família, num 14º andar, e Anderson Cooper, apresentador de notícias da CNN.

### Relacionamentos
Gloria Vanderbilt manteve um relacionamento romântico com o fotógrafo e cineasta Gordon Parks por muitos anos, até à morte deste em 2006. Outros relacionamentos incluíram Marlon Brando, Frank Sinatra, Howard Hughes e Roald Dahl.
Era amiga íntima da estilista Diane von Fürstenberg, e ao aparecer como convidada no talk-show do seu filho Anderson Cooper, em 19 de setembro de 2011, Gloria referiu-se à comediante e atriz Kathy Griffin como a sua "filha fantasia".
Especulou-se que Truman Capote criou a personagem de Holly Golightly, em Breakfast at Tiffany's, com base em Gloria Vanderbilt, mas outros dizem que se baseou na sua amiga Carol Grace.

### Crenças religiosas
Gloria Vanderbilt foi batizada na Igreja Episcopal ainda criança, mas educada como católica e ainda criança ficou particularmente fascinada por Santa Teresinha. Embora religiosa na sua juventude, não foi católica praticante em seus últimos anos.

### Morte e sepultamento
Gloria Vanderbilt morreu na sua casa em Manhattan, em 17 de junho de 2019, aos 95 anos, de cancro do estômago. Está enterrada ao lado do seu filho Carter e do falecido marido Wyatt no Cemitério da Família Vanderbilt em Staten Island.
Após a sua morte Vanderbilt deixou para o seu filho, Anderson Cooper, quase todo o seu patrimônio, avaliado em US$ 1,5 milhão.

## Trabalhos

### Arte e decoração de casa
- Vanderbilt, Gloria (1970). Gloria Vanderbilt Book of Collage. New York City: Galahad Books. ISBN 0-88365-097-5. OCLC 1143871
- Vanderbilt, Gloria; Roderick, Phyllis Hingston (1977). Gloria Vanderbilt Designs for Your Home. New York: Simon & Schuster. ISBN 978-0-671-22637-4

### Memórias
- Vanderbilt, Gloria (1979). Woman to Woman. Garden City, New York: Doubleday. ISBN 978-0-385-13645-7
- Vanderbilt, Gloria (1985). Once Upon a Time: A True Story. New York: Alfred A. Knopf. ISBN 978-0-394-54112-9
- Vanderbilt, Gloria (1987). Black Knight, White Knight. New York: Alfred A. Knopf. ISBN 978-0-394-54412-0
- Vanderbilt, Gloria (1995). A Mother's Story. New York: Alfred A. Knopf. ISBN 978-0-679-45052-8
- Vanderbilt, Gloria (2004). It Seemed Important at the Time: A Romance Memoir. New York: Simon & Schuster. ISBN 978-0-743-26480-8
- Cooper, Anderson and Gloria Vanderbilt (2016). The Rainbow Comes and Goes. [S.l.]: Harper-Collins. ISBN 978-0-06-245494-2

### Romances
- Vanderbilt, Gloria (1989). Never Say Good-Bye: A Novel. New York: Alfred A. Knopf. ISBN 978-0-394-57155-3
- Vanderbilt, Gloria (1994). The Memory Book of Starr Faithfull: A Novel. New York: Alfred A. Knopf. ISBN 978-0-394-58775-2
- Vanderbilt, Gloria (2009). Obsession: An Erotic Tale. New York: HarperCollins. ISBN 978-0-061-73489-2[56]